# Isaac Israeli ben Joseph

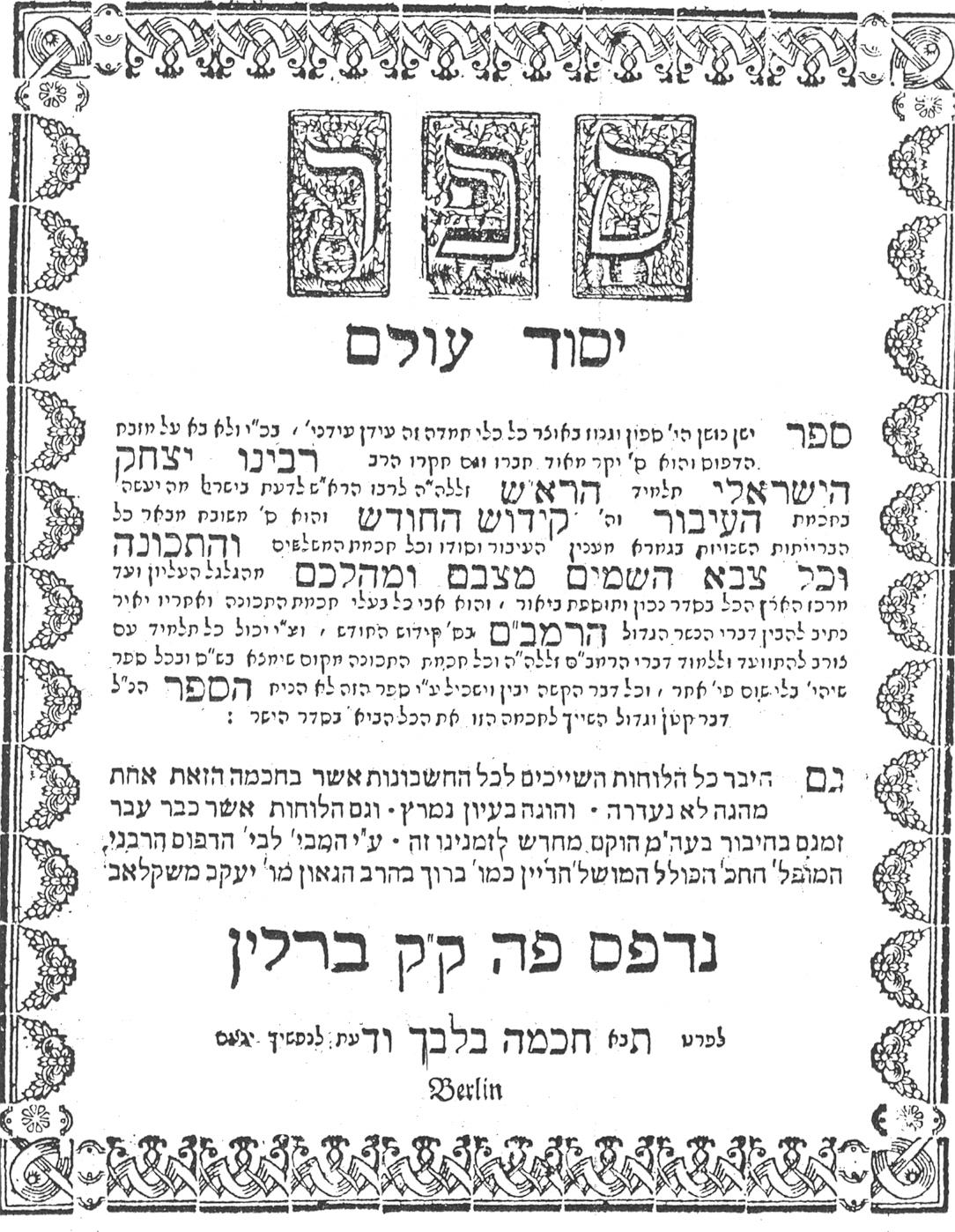
"Yesod Olam"

Isaac Israeli ben Joseph  o Yitzhak ben Yosef (en ocasiones conocido como Isaac Israeli el Joven) fue un astrónomo/astrólogo judío español que vivió en Toledo en la primera mitad del siglo XIV. Fue discípulo de Asher ben Yehiel, de quien recibió el encargo en 1311 de escribir el trabajo astronómico Yesod Olam, la mejor contribución a la materia en literatura hebrea. Dicho trabajo trata sobre geometría y trigonometría (como introducción), la estructura y posición del globo, el número y movimientos de las esferas celestes, las diferencias de duración de los días y las noches en distintas partes de la Tierra, los movimientos del sol y la luna, de los solsticios, las neomeniæ, los eclipses y el calendario hebreo. Además contiene tablas astronómicas o efemérides y un calendario perpetuo. También trata sobre calendarios de otras naciones y religiones, especialmente cristianismo, y proporciona en orden cronológico los personajes notables de la Biblia, el Talmud así como de los Gueonim, tal y como hizo Abraham ibn Daud en Sefer ha-Qabbalah. Este último fue incluido por Abraham Zacuto en su Sefer ha-Yuḥasin.
El Yesod Olam fue publicado por primera vez en Berlín en 1777 por Jacob Shklower. Una versión completa con prefacio de David Cassel fue publicada por B. Goldberg y L. Rosenkranz en 1848.
El trabajo de Israeli fue muy estudiado en la Edad Media. Isaac al-Hadib, Judah Bassan, y Elijah Mizrahi publicaron notas sobre dicho trabajo y un autor anónimo escribió un comentario. Joseph Israeli ben Isaac, hijo del autor, escribió una versión resumida en idioma árabe, cuya traducción al hebreo, Kitzur Yesod Olam, todavía existe.
Israeli también fue autor de dos trabajos astronómicos más, Sha'ar ha-Shamayim y Sha'ar ha-Milu'im, de los cuales se conservan versiones manuscritas.